# Júlia de Atouguia de França Neto
Júlia de Atouguia da França Neto (Funchal, Ilha da Madeira, 1825 - São Pedro, Funchal 14 de Maio de 1903) foi uma cantora lirica portuguesa.

## Biografia
Nasceu no Funchal cerca de 1825, sendo a primeira filha de Jaime de França Neto e D. Carolina Engrácia da Cunha Telo. A sua mãe era filha ilegitima do segundo conde da Cunha,  D. Jose Vasques Álvares da Cunha, neta de D. Pedro Álvares da Cunha Governador Geral da Madeira, e sobrinha-neta do renomado diplomata D. Luis da Cunha. Em 1832, a família saiu da ilha com destino a Itália. Sabe-se que com onze anos de idade costumava frequentar aulas de canto em Roma. A sua família fixou-se em Genebra em 1840 onde frequentou o Conservatório de Genebra nas classes de piano, canto e harmonia. Após um percurso académico premiado ganha, em 1846, nas disciplinas de piano e canto no Conservatório acima referido os seus primeiros prémios. Estreou-se num concerto organizado por Bonoldi com uma ária de Lucia di Lamermoor.
Mudou-se para Paris onde prosseguiu a sua formação com Geraldy, Fiocchi e Caçares, com quem aprendeu a cultura musical espanhola e guitarra, as suas apresentações em diversos salões para classes altas em Paris, entre outros espaços desta cidade, bem como as récitas em Pau e na sociedade filarmónica de Tarbes em 1853 e em 1854 em St-Germain-en-Laye confirmam  junto às críticas elogiosas ao seu conhecimento e o seu estatuto de conceituada e informada intérprete.
| “ | On ne peut la considérer comme amateur; la connaissance approfundie de l’art du chant, qu’elle a si complément revélée, la place parmi les artistes de la plus belle école. | ” |
|   | — L’ere Impériale, 25 de Janeiro de 1853, apud VAKSEL, 1868. |   |

| “ | Mlle de França Netto a vraiment una voix remarqueble; on trouvera certainement des cantatrices qui auront un soprano plus délié ou un contralto plus grave; mais on en rencontrera difficilement qui pourront aller aussi loin dans cês deux domaines à la fois. | ” |
|   | — L’Industriel, 17 de Junho de 1854, apud VAKSEL 1868. |   |

A entrada desta intérprete na Enciclopédia Luso-Brasileira diz que a família França Neto em data anterior a 1854 foi a Lisboa e residiu no Palácio do Marquês de Sá da Bandeira, São Sebastião da Pedreira, onde a sua família teria uma curta estadia na segunda metade do ano de 1854 lugar onde a apresentação frequente de Júlia em iniciativas musicais de menor fausto do Conde de Farrobo foram onde possivelmente terá conhecido o D. Fernando II.

### A volta à Madeira
Júlia voltou à Madeira no mesmo ano e presenciou a miséria devida à crise comercial e agrícola, a condição precária em que os de menor estatuto social se encontravam, foi infortunamente propícia às epidemias de cólera em 1856 e febre-amarela em 1858. Realizou entre 1854 e 1861,cerca de dez concertos de beneficência para suprir as necessidades dos mais pobres e desfavorecidos. Tomou também, parte nos concertos criados com os mesmos fins. Em «Alguns Traços da História da Música na Madeira», Platão de Vaksel descreveu Júlia de França Neto como «glória musical da Madeira e um dos talentos musicais que mais honram Portugal» e «Anjo da Caridade» nome pelo qual a mesma ficou conhecida no seu tempo, fruto das apresentações a préstimo de causas de solidariedade social. 

### Os concertos Solidários
O primeiro concerto para benefício dos pobres foi na Escola Lancasteriana a 28 de Dezembro de 1854 . Foram interpretadas por Júlia quatro peças de Rossini, acompanhadas por Duarte Joaquim dos Santos ao piano, na ária final por um coro regido por João Fradesso Belo, também apresentaram-se e as pianistas Carlota Cabral e Maria Paula Klinghöffer Rego e o intérprete Cândido Drummond de Vasconcellos. O relato de um concerto no periódico O Clamor Público de 2 de Janeiro de 1855 sublinha o enorme talento, a educação musical e a perfeição da voz de Júlia: “a particularidade de cantar como soprano e contralto.” A rápida atração ao primeiro concerto e a consideração pela imprensa do “melhor concerto tido até então” incitaram à realização de um segundo concerto benemérito a 2 de Fevereiro no Salão da Escola Central. Uma exposição n’ A Ordem de 20 de Janeiro de 1855 sublinha o convite endereçado a Júlia, por um cavalheiro da elite social madeirense, para estas atitudes de resguardo aos carenciados. A descrição do repertório faz menção a obras dos grandes mestres e um bolero interpretado à guitarra por Júlia. A crítica do redactor d’ A Ordem para o concerto seguinte a 22 de Março destinado à mendicidade, faz ainda mais elogios ainda a Duarte Joaquim dos Santos (seu acompanhador), a Maria Paula Rêgo e Júlia Araújo d’Ornellas (intérprete de harpa). Júlia Neto a 2 de Fevereiro de 1858 na Sala Grande do Palácio de São Lourenço beneficia as vítimas da febre-amarela de Lisboa. O Anjo da Caridade interpreta neste concerto números vocais do Trovador e Traviata de Verdi, o dueto do Barbeiro de Sevilha com Vasconcellos e Boleros acompanhada à guitarra e árias de Donizetti. A sua próxima iniciativa, de auxílio à mendicidade foi realizada a 4 de Abril de 1859, seguindo-se de várias iniciativas de caridade das Sociedades teatrais Tália e Esperança, e como adjuvantes Schroter e Krohn, bem como orquestra. Em 1864 onde é referenciada a frequência e participação em soirées da sociedade lisbonense, nomeadamente as organizadas pelo Marquês da Fronteira (sétimo Marquês deste título) e a convivência com os monarcas D. Fernando e D. Luís, grandes apreciadores da sua prática musical vai para Lisboa. 

É Certo que Júlia Neto em 1870 estaria de novo na região. Júlia de Atouguia foi também pianista de renome e nesse aspecto importa realçar que uma de suas irmãs foi virtuosa neste instrumento. Realizou também vários saraus artísticos na sua residência na Rua dos Netos. Júlia de Atouguia de França Neto contribuiu significativamente para o desenvolvimento da vida musical madeirense da segunda metade do século XX, pela interpretação, de enorme qualidade, de repertório possivelmente desconhecido da sociedade madeirense, bem como pela instituição de um modelo benemérito (associado às mulheres e comum ao demais espaço europeu) que vincularia a prática pública feminina aos grandes salões funchalenses.